# Палац Гуель
Палац Гуель у Барселоні (кат. Palau Güell) — житловий будинок на вулиці Каррер-Ноу-де-ла-Рамбла (кат. Carrer Nou de la Rambla), побудований Антоніо Гауді на замовлення багаторічного прихильника його творчості, каталонського промисловця Аузебі Гуеля (Eusebi Güell).

## Історія
Палац, побудований в 1885–1890 роки, є однією з ранніх робіт знаменитого архітектора Антоніо Гауді. Він слугував резиденцією сім'ї Гуеля до 1936 року, коли розпочалась громадянська війна в Іспанії (1936–1939). Під час війни палац був конфіскований і переданий поліції. У ці роки будівля сильно постраждала й тому потребувала ремонту. Власниця палацу, донька Аузебі Гуеля Мерседес Гуель (Mercè Güell i López), вирішила передати його в державну власність.

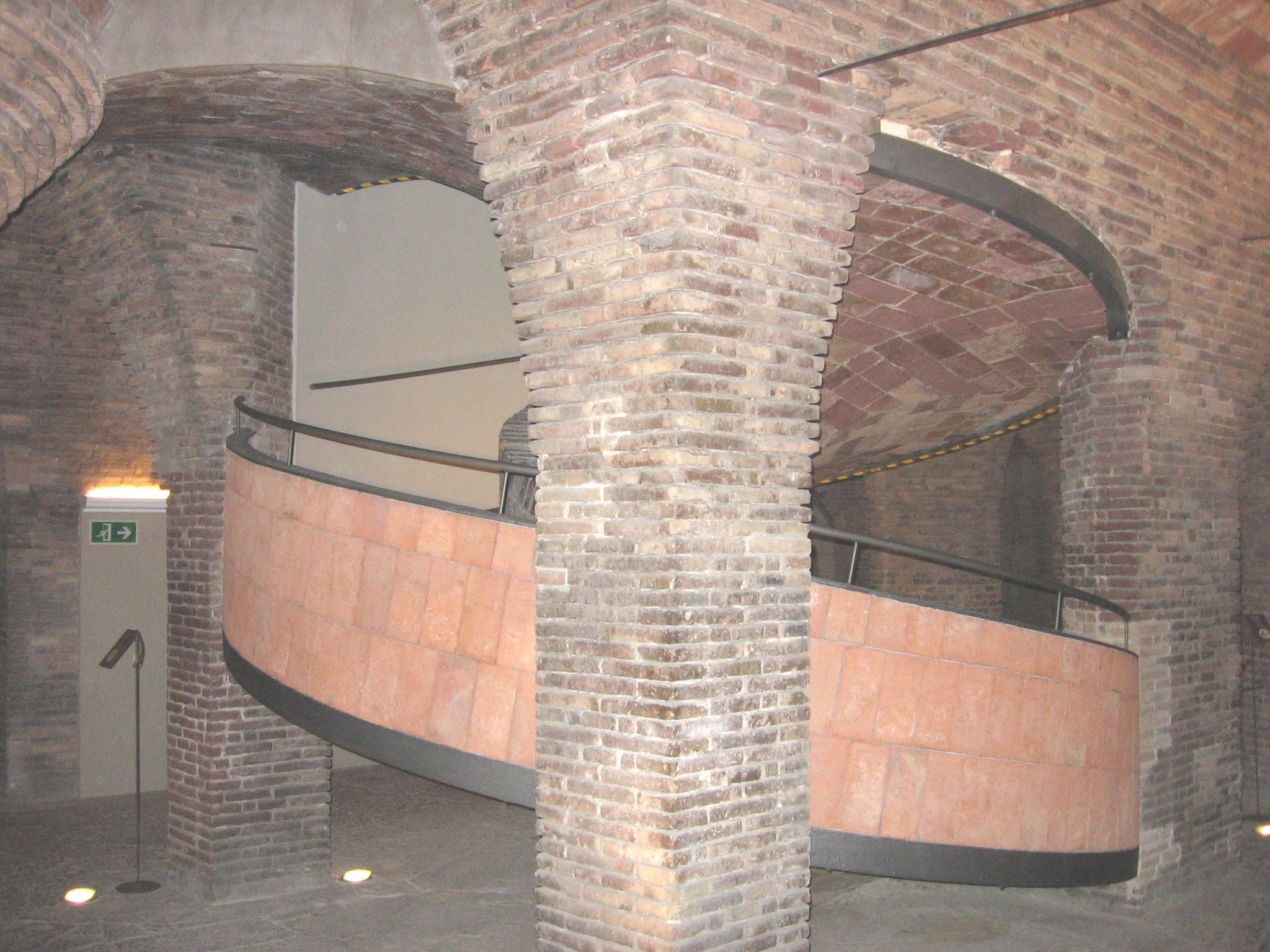
Сходи до стайні

25 травня 1945 року палац Гуель передається Уряду Барселони, який є власником будівлі по теперішній час.
У 1969 році Іспанія оголосила палац Гуель національною історичною пам'яткою.
У 1983 році була проведена реставрація будівлі під керівництвом Карлоса Буксаде (Carles Buxadé y Joan Margarit).
У 1984 році палац Гуель, разом з іншими архітектурними шедеврами Антоніо Гауді, був внесений до списку Світової спадщини ЮНЕСКО.
З 2002 по 2011 рік були проведені роботи з відновлення будівлі, що дозволило її повністю відкрити для відвідувачів.

## Опис

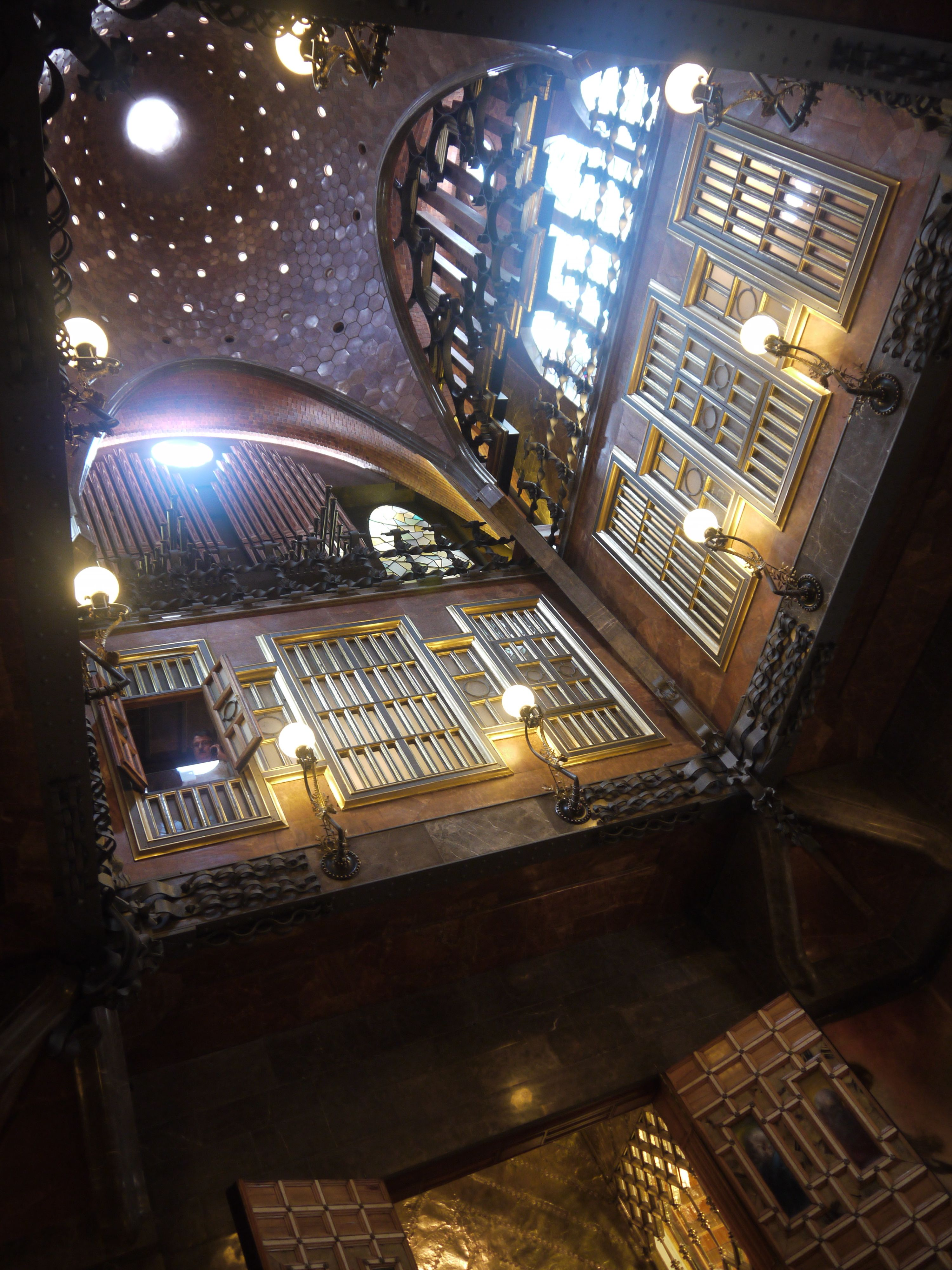
Інтер'єр Палацу Гуеля

У цьому творі Гауді виразно простежується прагнення архітектора відмовитися від еклектики і його пошуки нових форм та стилю. У проєкті палацу вперше знайшли відображення поєднання декоративних і структурних елементів, що стало згодом характерною рисою його творчості. Гауді по-різному використав у декоративному оформленні сталеві тримальні конструкції. У палаці він спроєктував плоскі візантійські склепіння. Фасад будинку облицьований плитами сірого мармуру, лише між двома арками встановлена декоративна колона з каталонською емблематикою та вензелями власника.
Через незвичні арки параболічної форми гості могли вільно проїжджати в просторий вестибюль будинку в екіпажах, а ще у самому вестибюлі був передбачений спіральний спуск в підвал, де знаходились стайні.
У будинку 127 колон, і кожна з них унікальна — від приземлених, грибоподібних у підвалі до елегантних полірованих з піренейського змійовика в приймальній залі. У центрі будинку знаходиться зала з куполом висотою 17,5 метрів. У залі також встановлений орган унікальної конструкції з системою труб, які виходять у верхню галерею. Інші кімнати розташовані навколо центральної зали. Особливо цікавим є оформлення стелі кожної з кімнат: розкішна кипарисова та евкаліптова обшивка, ажурна металева арматура. Не менш унікальними є й меблі, спроєктовані також Гауді.
На стелі будинку знаходиться невеликий купол з загостреною вежею. Він оточений 18 вишуканими кам'яними скульптурами.